# Ophiomitra valida
Ophiomitra valida is een slangster uit de familie Ophiacanthidae.
De wetenschappelijke naam van de soort werd in 1869 gepubliceerd door Theodore Lyman.

## Synoniemen
- Ophiomitra cervicornis Lyman, 1875[2] (per Lyman, 1882)